# 慶應義塾高等学校
慶應義塾高等学校（けいおうぎじゅくこうとうがっこう、英: Keio Senior High School）は、神奈川県横浜市港北区日吉に所在する私立男子高等学校。
略称は「塾高（じゅくこう）」、「慶應日吉高」など。高校野球では、原則として新字体を用いるため校名表記は「慶応」。

## 概要
1898年（明治31年）に設立された旧制の慶應義塾普通学科は、のちに慶應義塾普通部と改称し、旧制中学校5年制に相当した。戦後の1948年（昭和23年）の学制改革で、慶應義塾普通部は新制中学校に名を留め、新制高等学校は新たに「慶應義塾第一高等学校」「慶應義塾第二高等学校」が設置された。翌1949年（昭和24年）に第一・第二両校が統合され「慶應義塾高等学校」として発足した。
慶應義塾が設置する一貫教育校の一つであり、塾内では慶應義塾大学とともに独立した一組織という位置付けとなっている。卒業生のほとんどが慶應義塾大学に推薦入学しており、事実上は大学を中心とした附属校といえる。卒業すればほぼ全員が慶大に進学できるが、各学部ごとに定員が決まっており、学業と課外活動を総合した成績順で希望が考慮される。
入学者は、慶應義塾普通部からの入学者（約240名）、慶應義塾中等部からの入学者（約130名）の内部進学者、外部の中学校からの外部入学者（約370名）で構成される。一学年のクラス数はA組 - R組の18クラス、1学年の人数は約720人、全校生徒は約2200人のマンモス校である。
使用されている白亜の現校舎は元々は旧制大学予科の校舎で、1934年（昭和9年）に竣工。新制慶應義塾高校発足直前までGHQにより接収されていたという経緯をもつ。「かながわの建築物100選」に指定されており、建て替えや改築が禁止されている。

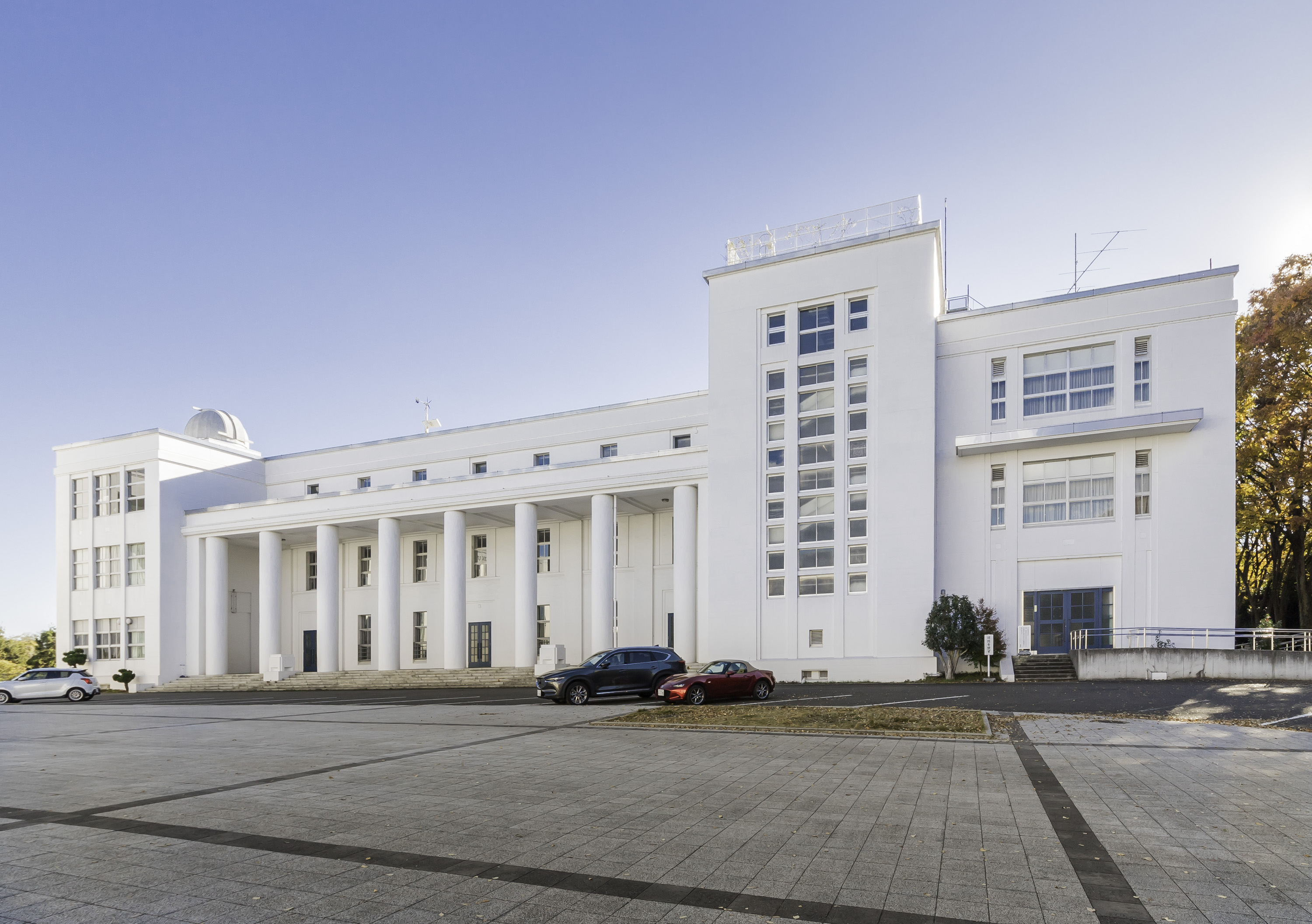
第一校舎概観
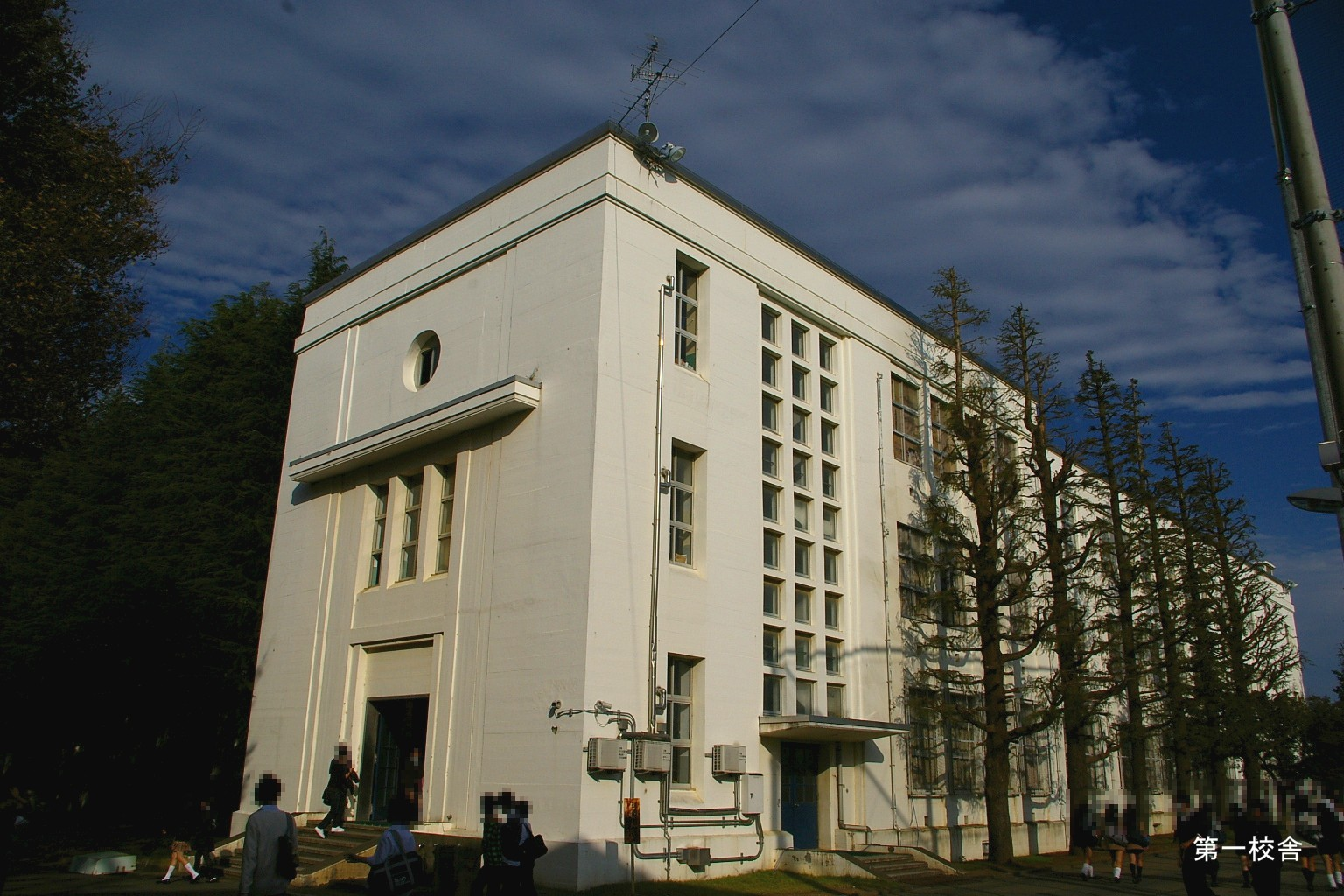
第一校舎
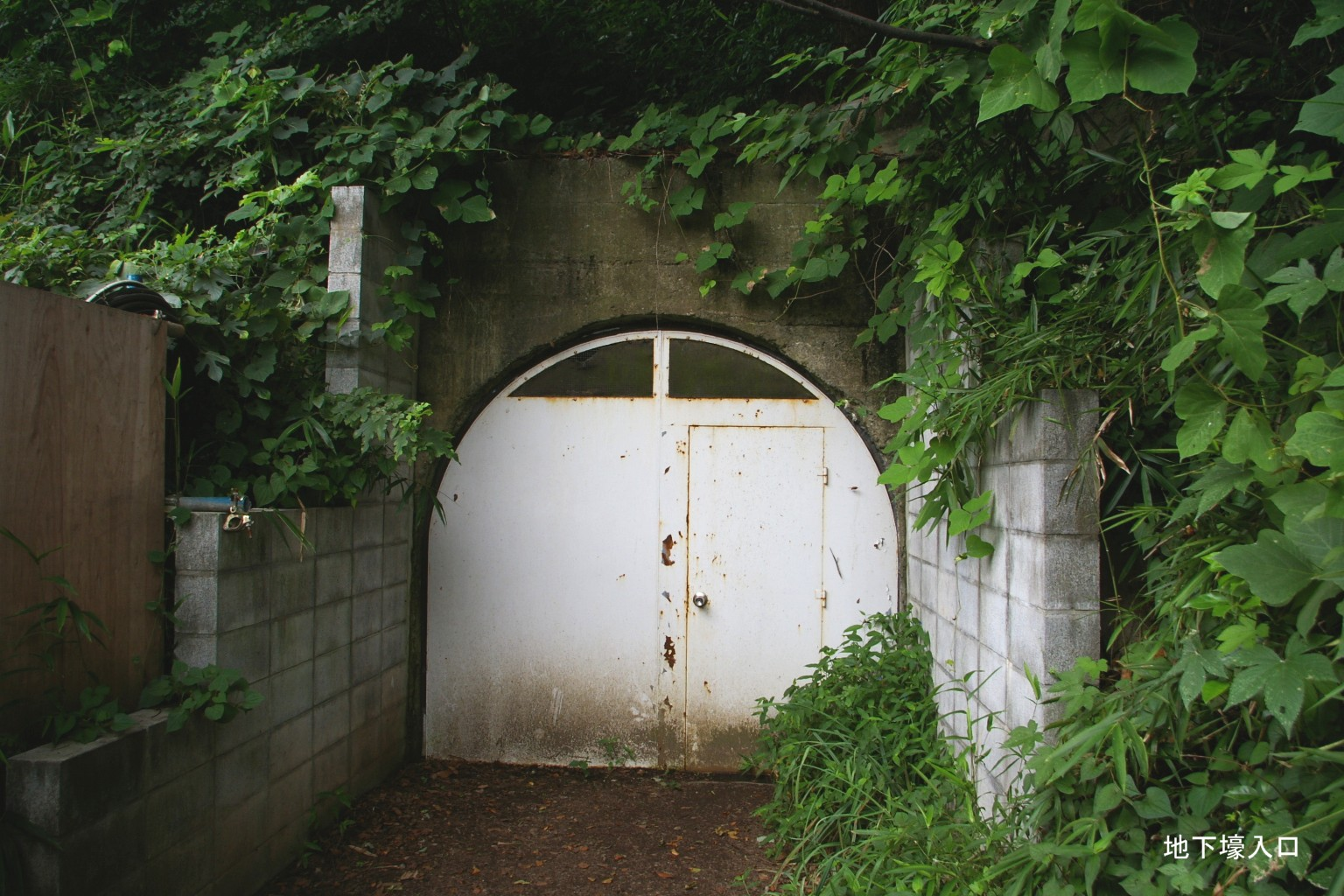
地下壕入り口
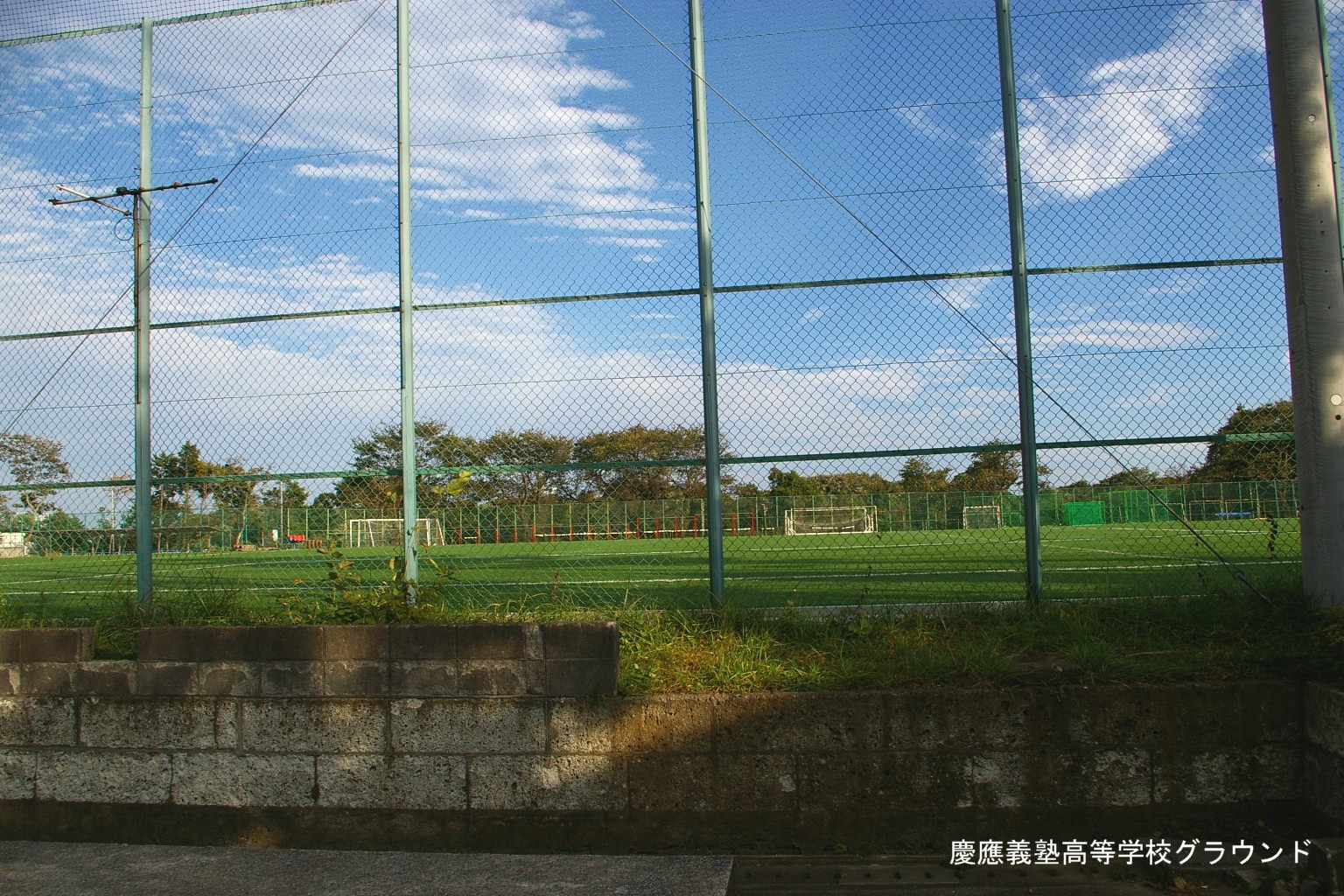
グラウンド
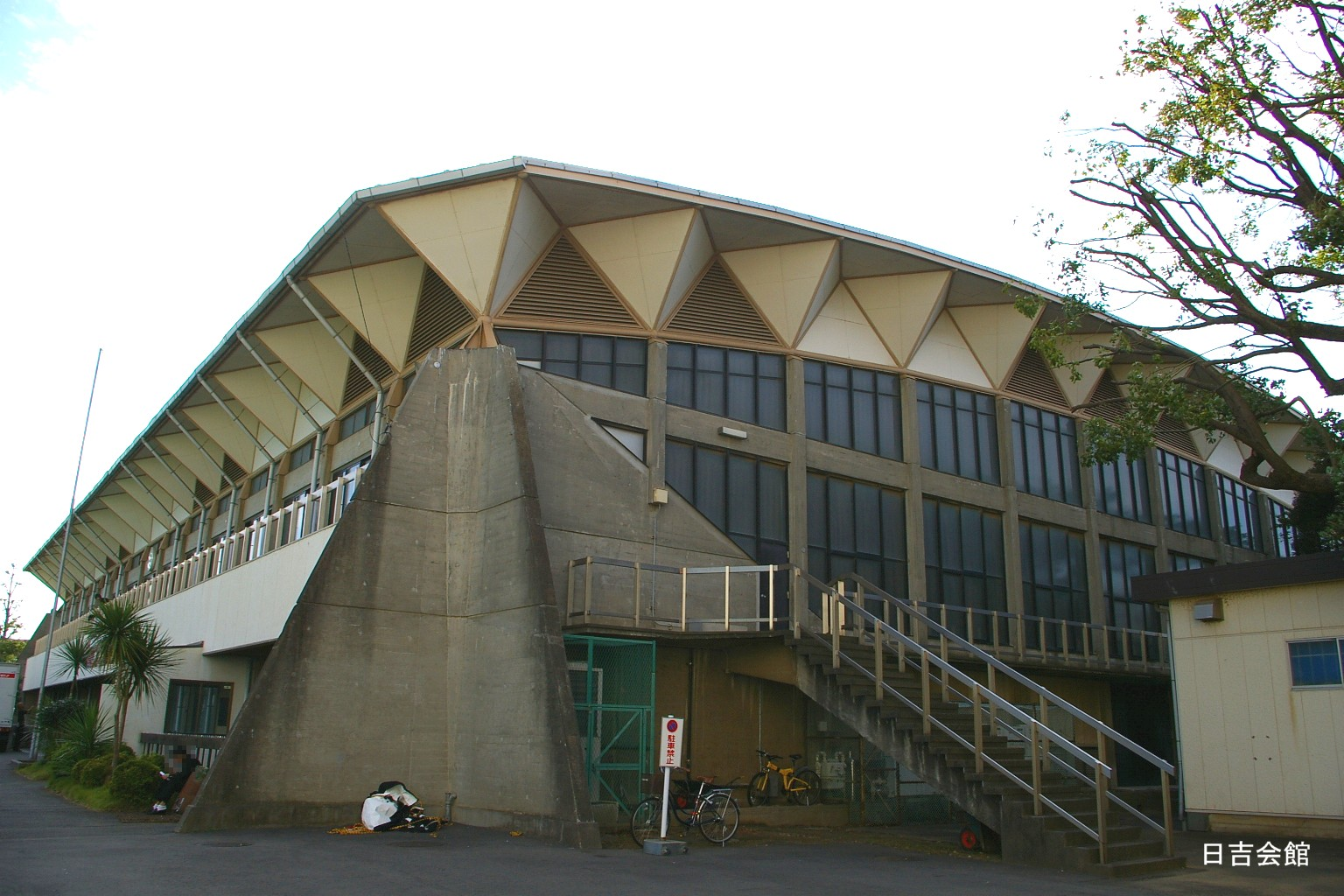
日吉会堂
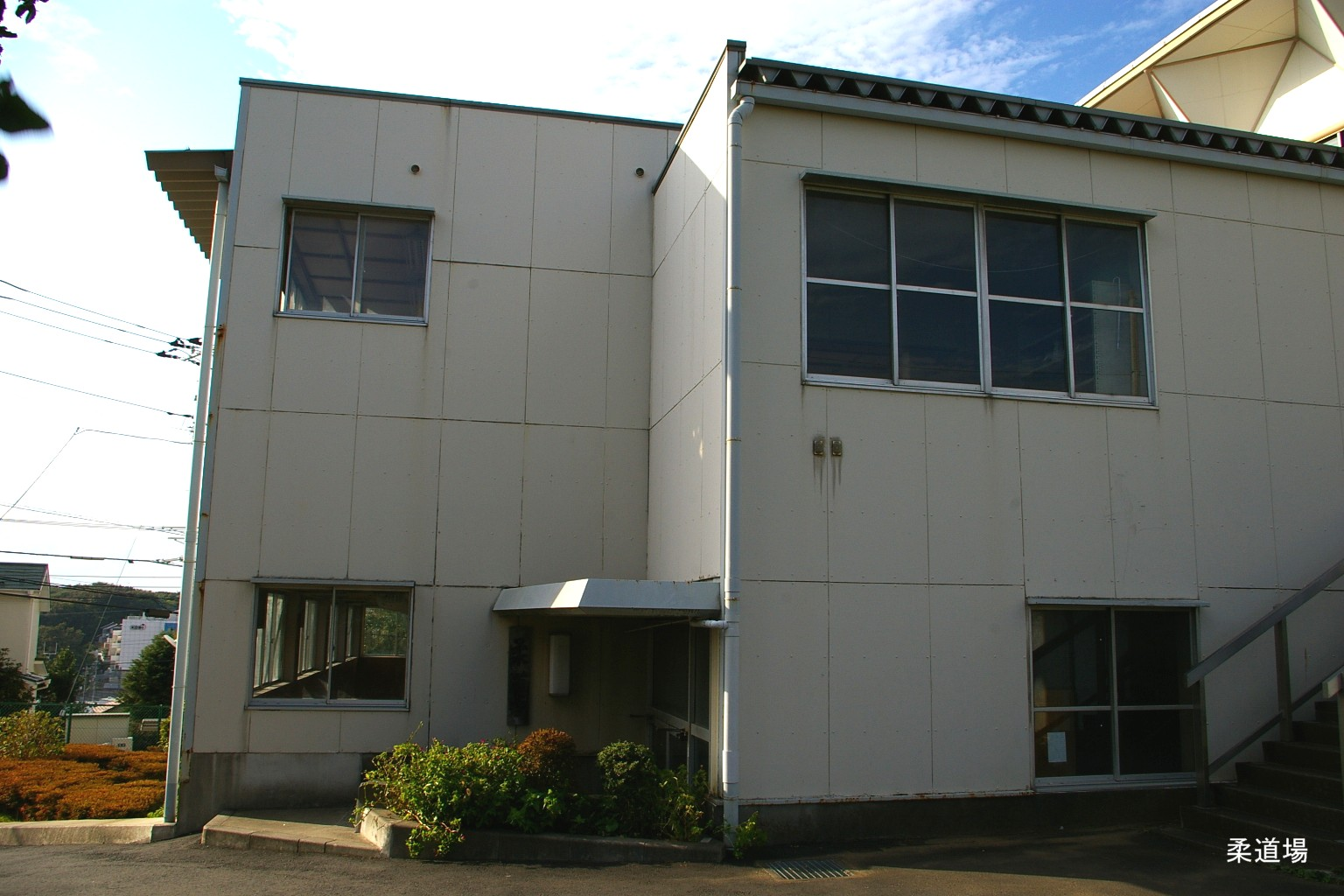
柔道場

## 沿革
- 1948年 - 旧制慶應義塾普通部・商工学校を基に慶應義塾第一高等学校・第二高等学校が発足。麻布新堀町の中央労働学園を仮校舎として授業を開始。
- 1949年 - 第一高校・第二高校が統合[注 2]、慶應義塾高等学校となる。日吉校地に移転（10月）[4]。
- 1963年 - 日吉会堂完成。
- 1969年 - 『慶應義塾高等学校紀要』を創刊。
- 2003年 - 推薦入学試験を実施。文部科学省からスーパーサイエンスハイスクールに指定される。
- 2005年 - 3年次の卒業研究論文が必修となる。
- 2009年 - 蝮谷体育館完成。
- 2018年 - 日吉協育棟完成。

| 1948年     | 前年に公布された学校教育法に基づき、新制高等学校として「慶應義塾第一高等学校・第二高等学校」が発足。 三ノ橋校舎（麻布新堀町、中央労働学園専門学校校舎）にて授業を開始。                                                                                  |
| 1949年     | 「第一高等学校・第二高等学校」の名称を廃止し、「慶應義塾高等学校」となる。 同時に三田山上（1・2年生使用）を本校舎、三ノ橋校舎（3年生使用）を分教場とした。 アメリカ軍より日吉返還される。 アメリカ軍より返還された日吉（現第1校舎）へ移転。 授業を開始。 |
| 1949年11月 | 自治会・文連・体連の三者共催で第1回日吉祭を開催。 |
| 1951年3月  | 自治会がすべての任務を終了し、新たに生徒会して発足。 |
| 1951年4月  | 生徒会が第1回学園評議会を開催。 |
| 1952年4月  | 1・2年生が月島港より旅行に出発。 1年生は日帰りで千葉勝山から東京湾めぐり。 2年生は大島へ1泊旅行。 |
| 1952年5月  | 日吉の陸上競技場で第1回陸上運動会を開催。 |
| 1952年9月  | 全校で学校行事としての修学旅行に出発。 3年生は北海道、2年生は裏磐梯、1年生は草津の各方面へ。 |
| 1955年5月  | 「マムシ谷」にバスケットコート4面・バレーコート5面が完成。 |
| 1955年11月 | 第6回日吉祭が行われたが、初めて女子高と共同で開催。 |
| 1956年6月  | 9月の修学旅行を6月に移動。 3年生は北海道、2年生は北陸、1年生は東北の各方面へ。 |
| 1956年10月 | 第7回日吉祭開催。この年から後夜祭が行われるようになる。 |
| 1958年     | 完成した日吉記念館で慶應義塾創立百年記念式典を開催。 日吉祭実行委員会主催で初の関東高校学生招待会議を開催。 |
| 1959年3月  | 第10回卒業式を初めて屋内（日吉記念館）で開催。 |
| 1959年4月  | 初めての生徒手帳を作製し全員に交付。 |
| 1963年     | 日吉会堂が完成。名称は教職員・生徒からの公募で決定。 |
| 1963年6月  | 夏季略装でシャツ左胸部分に徽章を付けることになる。 新聞会発行の「ザ・ハイスクール・ニュース」第139号が高等学校新聞連盟第1回全国コンクールで最優秀紙に選出。                                                                                              |
| 1968年10月 | 慶應義塾高等学校創立20周年記念式典を開催。 |
| 1970年5月  | 特別教育棟（現A棟）が完成。 |
| 1973年11月 | 特別教室棟にプラネタリウムを設置。 |
| 1984年3月  | 新棟（現B棟）・地下体育館が完成。 |
| 1990年11月 | A棟にコンピュータ教室を新設。 |
| 1994年4月  | 新カリキュラムが実施され、家庭科を設置。 |
| 1994年8月  | 旧美術室棟を改修し、体育科視聴覚教室兼美術科鍛金教室が完成。 |
| 1995年6月  | 中断していた招待会議が、本校・女子高ほか13校から94名が参加して開催。 スクールカウンセラーが生徒の相談を受ける相談室が設置。 |
| 1996年4月  | 従来の『生徒手帳』に代わり、本年度より本校での生活概要をまとめた『塾高ガイド』が新しく作られ生徒全員に配布。 これまで別々に発行されていた『永久機関』『丘の上』『若き血』が『新世紀』（1年生用クラブ紹介等）としてまとめられ、1年生に配布。              |
| 1999年2月  | 各学年で行われていた修学旅行をやめ、「選択旅行」形式に変更。 |
| 1999年5月  | 1年生の修学旅行が1泊2日の親睦旅行へと改められる。 |
| 2002年4月  | 1年生全員を対象としたBLS (Basic Life Support) 教育・普通救命講習が開始。 |
| 2003年1月  | 新たに推薦入学試験（募集人員約40名）が制度化され実施。 |
| 2003年4月  | 新カリキュラムが実施され、数学と英語の授業に習熟度別クラス編成を導入。 |
| 2003年4月  | 文部科学省のスーパーサイエンスハイスクール (SSH) に指定。 |
| 2005年4月  | 新カリキュラムへの完全移行に伴い、土曜日を休みとする週5日制が採用。 |
| 2005年4月  | 3年生による卒業研究論文の提出が必修化。 |
| 2009年4月  | 南側グランドが人工芝化。 |
| 2009年11月 | 蝮谷体育館が完成。 |
| 2013年4月  | 新1年生を対象に新カリキュラムが開始。 |
| 2018年8月  | 日吉協育棟が完成。建物の名称は「交流館」と「創造館」となる。 |
| 2022年4月  | 新1年生を対象に新カリキュラムが開始。 |
| 2023年8月  | 夏の甲子園で107年ぶりに優勝。 |

## 施設
- 慶應義塾大学日吉キャンパス内において他の大学施設と一体化しており、高校独自の校門が存在しない。
- 広大な校地に、アメリカンフットボール場、体育館、バレーボールコート場、南側グラウンド、日吉会堂、柔道場を有している。
- 運動場の下には地下壕が現存しており、戦時中には連合艦隊司令部、海上護衛総司令部が置かれていた。現在は月1回程度、地下壕見学会が行われ、学外者にも公開されている。
- 学食も設置されている。
- 高校の図書室では書籍約13万冊、雑誌約100誌、新聞11紙を所蔵している[5]。
- 天体望遠鏡、プラネタリウム、フーコーの振り子といった設備もある。
- 第1校舎の屋上には気象庁のアメダス(日吉)が設置されている。
- 慶應義塾高校の学生証で大学図書館（メディアセンター）に入館できる。また、大学生協や学生食堂といった大学の他の施設を利用することもできる。

## 象徴

### 制服
男子校の伝統でもある金ボタン5個仕様の黒詰襟学生服を制服としている。学帽も制定されているが、現在は自由化されている。

## 応援
卒業生のほとんどが慶應義塾大学に進学し、慶應義塾関係者（包摂して「社中」と呼ばれる）一体となって應援（塾内では、一般の応援とは異なり、「慶應義塾を感じられる場を作り、塾生・塾員に勇気を与えるとともに、愛塾心を醸成するすべての活動」を指して旧字体で表記する場合がある）が行われる。
應援では「若き血」「Titan」「Sirius」「烈火」「ダッシュケイオウ」などが歌われる。
107年ぶりに優勝を果たした2023年夏の甲子園の應援で使用された曲を以下に示す。
本大会の應援では、通常行う「我ぞ覇者」「Blue Sky Keio」などの曲は省略されている。
回曲
回の最初に演奏される曲のこと。
- 1回 - 「若き血」
- 2回 - 「ファンファーレ燧（すい）」（第105回大会記念曲）
- 3回 - 「三色旗の下に」
- 4回 - 「心絵」（女子高バトン部(Unicorns)がパフォーマンスする曲で、チア曲と呼ばれている。大学では春季リーグ戦と秋季リーグ戦で体育会野球部のリクエストに応じてそれぞれ2曲ずつ行うが、塾高は「心絵」のみであった。）
- 5回 - 「若き血」
- 6回 - 「森林が足りない」（休憩後に応援席の熱量をさらに上げるため、トレンドの「盛り上がりが足りない」を野球部が森林貴彦監督に合わせてアレンジしたコール。直後に「Sirius」に入る。）
- 7回 - 「若き血」
- 8回 -  「ファンファーレ燧（すい）」
- 9回 - 「若き血」

↓
ファンファーレ
「Titan」
- 回曲の後に間を置かずに演奏される。

↓（そら慶應）
マーチ曲
1. 「Sirius」「Antares」「孔明」
2. 「Animal」「Soleil」「疾風（はやて）」「Patriot」（2に属するそれぞれの曲は1を挟まずに単独で繰り返す場合があり、その際は曲間コールが入る。「疾風」のコールは、塾高では大学で使用する「Phoenix」と同様に”Keio we wanna get a chance!”となり、大学の「疾風」で使用する”KEIO 慶應! KEIO 慶應!”のコールとは異なる。また、「Soleil」の曲間コールは塾高と大学で振り付けが異なる。）

- マーチ曲では1と2を交互に繰り返し、コネクションに繋いでいく。

「烈火」
塾高オリジナル曲で、試合の展開を左右する白熱した局面で演奏される。大学の「朱雀」に対応する。ただし、大学の「朱雀」は試合で最重要の局面のみに使用されるのに対し、塾高の「烈火」は回の序盤から白熱した局面まで幅広く使用される違いがある。
↓
コネクション
「Arabian Connection」「Spanish Connection」
- 戦況把握を担当する者が得点のチャンスに入ったと判断すると、マーチ曲から「突撃のテーマ」/「コールケイオー」/「ダッシュケイオウ」に接続するための”繋ぎの曲”。

↓
「突撃のテーマ」
単独で繰り返す場合もある。
↓
「コールケイオー」
↓
「ダッシュケイオウ」
得点するか回が変わらない限り、マーチ曲に戻らず「ダッシュケイオウ」を繰り返す（これを”無限ダッシュ”と呼ぶ）。この「ダッシュケイオウ」がしばらく続いた場合、應援席の雰囲気を再び盛り上げるため「コールケイオー」を挟んだ後に繰り返す。
「若き血」（得点時）
社中が一体となって得点の喜びを皆で分かち合い、肩を組みながら「若き血」を歌うことが義塾の誇るべき伝統である。高揚感のため、得点時は回曲の「若き血」よりも速めのテンポになる場合が多い。
「慶應義塾塾歌」
勝利した際、慶應義塾ワグネル・ソサィエティー・オーケストラによる音源で演奏される。
これらの應援は、「慶應義塾高等学校應援指導部」/「慶應義塾高等学校吹奏楽部」/「慶應義塾女子高等学校バトン部(Unicorns)」の「應援3部」によって先導される。また、大学では「慶應義塾体育会應援指導部」（チアリーディング部 (Majorettes)/吹奏楽団の2部門と各種ツールで構成される）が単独で「應援3部」の役割を担っている。
なお「慶應義塾塾歌」とは別に、塾高独自の校歌（「慶應義塾高等学校の歌」：村野四郎作詞、服部正作曲）が存在する。野球の試合（県大会や甲子園）で塾高が対戦校に勝利した際は、塾歌が「慶應義塾高校校歌」として歌われる。

## 教育

### 教育方針
明文化された校則はほとんどないが、トイレで同個室に複数人で入ると停学処分になる（喫煙防止が目的：通称「ワンボックス」）。また、カーディガン禁止（英国紳士は自宅でしかカーディガンを着ないという理由だとも言われるが、教員でさえ正確な理由は分かっていない）など、ユニークな校則もある。

### 課業
授業は1日6時限（1時限50分）で週5日制。8:20から授業開始、終了は14:50である。HRは木曜日の7時間目にある。

### 教育課程
2年次より第二外国語（中国語、フランス語、ドイツ語から選択）、3年次より選択教科目が導入されている。3年次に「卒業研究」（大半の講座は論文形式）が卒業の要件として義務付けられている。
2003年から2008年まで文部科学省指定のスーパーサイエンスハイスクールに指定されていた。
慶應義塾では水泳が大学や小・中で重視されているが、高校では水泳の授業はない。プールは部活動施設として利用されている。

## 入試
一般入試と推薦入試の2つがある。
- 一般入試では募集定員が約330名、第1次試験は国語、数学、英語の3科目で、第2次試験は面接で合否判定される。
- 推薦入試では募集定員が約40名、第1次試験が書類審査、第2次試験が作文と面接で合否判定される。

## 進路
卒業生のほとんどが、慶應義塾大学に推薦入学する。

## 行事

### 慶早戦
六大学野球慶早戦が行われるとき、慶早戦が1勝1敗で月曜日以後に持ち越しとなった際には決着が付くまで休講となる（現在はカリキュラム変更に伴い、優勝が懸かった場合のみ休講）など、独自の文化に根ざした運営を行っている。

### 日吉祭

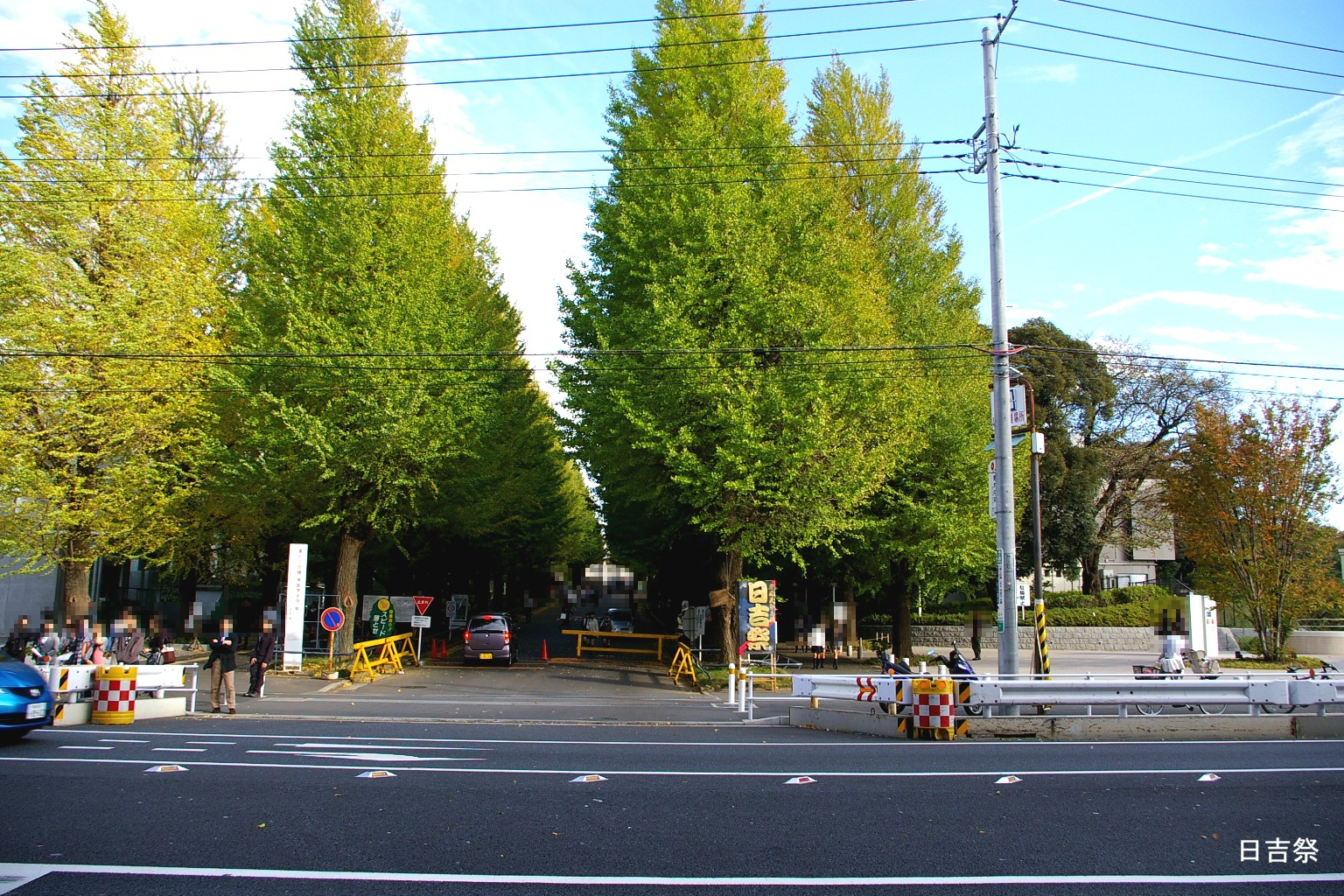
2009年日吉祭

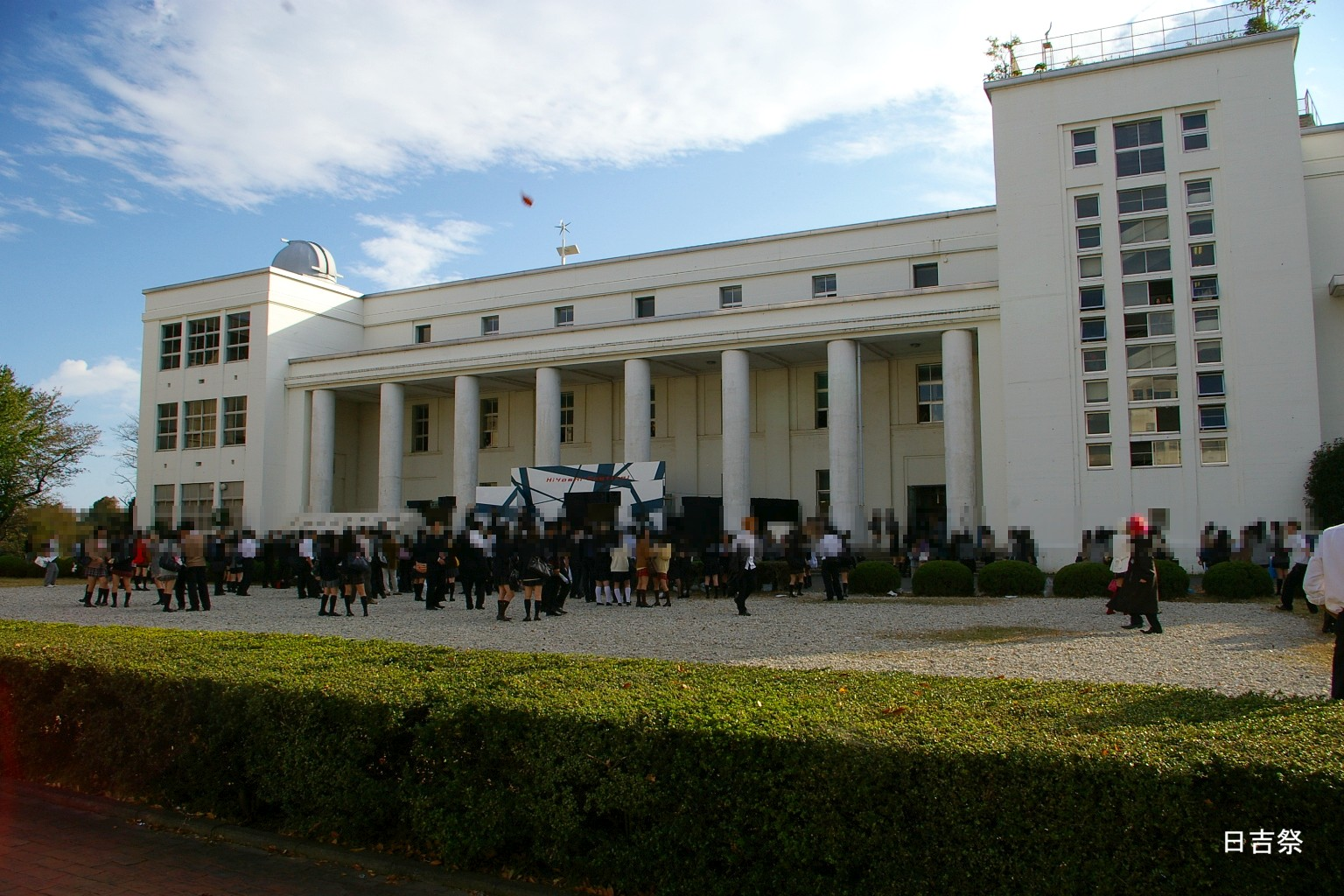
日吉祭会場

日吉祭（文化祭）は、毎年11月に行われる。来場者数は2日間で1万人を超える。

### 選択旅行
全校的学外活動としては、一般の修学旅行に当たる選択旅行がある。選択旅行に参加しないと卒業できない。

## 部活動
部活動には文化系と体育系がある。参加する生徒が多く、とても盛んである。
- 同高校では、野球部・端艇（ボート）部・ラグビー部・映画部といったクラブだけでなく、高校では珍しい馬術部やヨット部、ホッケー部、自動車部、航空部、慶應義塾ならではの福澤研究会といった、特色ある部が存在する。その反面、部員ゼロという状態が続く部も少数ながら存在する。

### 文化系クラブ（文連）
ワグネル・ソサィエティー・オーケストラ、ギター・アンサンブル、クイズ研究会、ディベート部、フォトフレンズ、マンドリンクラブ、ライブラリー・クラブ、仏教青年会、化学研究会、吹奏楽部、地学研究会、奇術部、情報科学研究会、放送研究会、数学研究会、文芸部、映画部、書道部、棋道部、楽友会、演劇部、漫画研究会、生物学研究会、福澤研究会、美術部、英語会 (E.S.S.)、茶道部、鉄道研究会、電子工学研究会、音楽鑑賞会。
- ワグネル・ソサィエティー・オーケストラ、演劇部、ESS、楽友会、マンドリンクラブ等の文化系部活動は、慶應女子高と協同で行っている。活動場所も、部活動によっては三田の慶應女子高校舎を利用している。
- 應援指導部・吹奏楽部・女子高バトン部の3部は「應援3部」と呼ばれ、慶早戦や甲子園の応援などで共同で活動し、交流が盛んである。吹奏楽部は東関東大会金賞。
- マンドリンクラブが、2004年に第34回全国高等学校ギターマンドリンフェスティバルで朝日新聞社賞を受賞。
- 2007年に映画部のメンバーが中心となり、数名で制作されたコメディ作品『ワッショイ!』が、第2回高校生映画コンクール（映画甲子園）において、最優秀作品賞（グランプリ）・中央出版株式会社賞などの賞を獲得し、6冠に輝いた。
またその翌年、別の生徒有志によって制作された『第三の眼』が、同大会において最優秀作品賞、最優秀美術賞を獲得した。
- クイズ研究会が2013年の第33回全国高等学校クイズ選手権優勝。全国高等学校野球選手権大会と全国高等学校クイズ選手権大会を制した学校は、静岡高校、西条高校に次いで3校目となる（私立高校では初）。
- ディベート部が2017年第22回ディベート甲子園で優勝。また、2021年の第26回大会でも優勝し、東海高校、創価高校に次いで3校目の複数回優勝校となった。

### 体育系クラブ（体連）
アメリカンフットボール部、ゴルフ部、サイクリング部、スキー部、スケート部（スピード）、スケート部（フィギュア）、スケート部（ホッケー）、ソッカー部（サッカー）、ソフトテニス部、ハンドボール部、バスケットボール部、バスケットボール部Ｂ、バドミントン部、バレーボール部、バレーボール部Ｂ、フェンシング部、ホッケー部、ボクシング部、ヨット部、ラクロス部、レスリング部、剣道部、柔道部、空手部、合氣道部、少林寺拳法部、卓球部、器械体操部（トランポリン）、器械体操部（器械体操）、射撃部、山岳部、庭球部、弓術部（和弓）、應援指導部、拳法部、水泳部（水球）、水泳部（競泳）、水泳部（葉山）、水泳部（飛込）、洋弓部（アーチェリー）、相撲部、端艇部（ボート）、競走部（陸上競技）、自動車部、航空部、蹴球部（ラグビー）、軟式野球部、重量挙部、野球部、馬術部。
- ゴルフ部は同じ日吉内にある慶大の練習場を借りて行っている。
- アメリカンフットボール部が、2005年度全国高等学校アメリカンフットボール選手権大会で22年ぶり3度目の優勝。
- バスケットボール部は1970年のインターハイで準優勝。
- ラクロス部は日本で初めてのラクロス部として1985年に発足。現在関東学生（大学生）3部リーグに所属している。
- 弓術部（弓道部）が、平成18年度国民体育大会・少年の部優勝。
- 端艇（ボート）部が2016年に第27回全国高等学校選抜ボート大会の男子ダブルスカルの部において優勝。
- フェンシング部が2018年度全国高等学校選抜フェンシング大会のフルーレ種目において団体優勝。

#### 硬式野球部
1888年創部の三田ベースボール倶楽部を起源とする。1948年の高等学校開設とともに高等学校野球部となり、現在に至る。旧制時代は慶應義塾普通部と慶應義塾商工学校が別にあり、選手権大会ないし選抜大会にはいずれかの野球部が出場していたため、現在の高等学校野球部としては旧両校の出場回数を合算した上での出場回数となっている。また、高校野球の応援席で男子校としては珍しく、女子高バトン部も應援指導部、吹奏楽部とともに応援に参加している。
部訓は「エンジョイ・ベースボール」。自由かつ伸び伸びと野球を楽しむことを日頃から重視している。髪型も自由としており、実際に坊主頭でない部員も多い。
- 1916年の第2回全国中等学校優勝野球大会（現：全国高等学校野球選手権大会）では普通部が初出場、初優勝を果たしている。
- 1949年までは東京府または東京都対象、1950年以降は神奈川県大会から出場している。50年代から1960年にかけて法政二高の柴田勲と甲子園をかけて投げ合った渡辺泰輔が知られている。
- 2005年、45年ぶりに第77回選抜高等学校野球大会に出場。ベスト8へ進出した。
- 2008年には第80回選抜高等学校野球大会に3年ぶり7回目の出場。また、第90回全国高等学校野球選手権記念大会では神奈川大会が北神奈川大会と南神奈川大会とで分割されたため、北神奈川大会に出場した決勝戦で東海大相模を破り、46年ぶり17回目の出場。南神奈川代表の横浜高校と共に春夏連続出場を果たし、ベスト8に進出する成績を上げた。また、この大会には力道山の孫が投手として出場したことでも話題となった[11]。さらに、同年の秋季神奈川県大会で優勝、その後に続く関東大会でも千葉県の習志野高校を破り、優勝している。また、その後の第39回明治神宮大会・高校の部でも奈良の天理高校を破り優勝。
- 2009年、第81回選抜高等学校野球大会に出場（2年連続8回目）。
- 2018年、第90回記念選抜高等学校野球大会に出場（9年ぶり9回目）。開会式の入場行進で使用したプラカードには『応』の字の『心』の左側の点が欠けた状態で書かれていたため、大会本部が謝罪した[12]。揮毫時は正しく書かれていたが、業者がシール化したものを貼る際に誤りが生じたという。第100回全国高等学校野球選手権記念大会に北神奈川代表として出場（10年ぶり18回目）。春夏連続出場を果たした[13]。
- 2023年、第95回記念選抜高等学校野球大会に出場（5年ぶり10回目）。第105回全国高等学校野球選手権大会に出場（5年ぶり19回目）[14]、第6回大会以来103年ぶりに決勝に進出し、仙台育英を8対2で破り107年ぶりの優勝を果たした。

## モデルとなった作品など
- 石原慎太郎の小説『太陽の季節』- 著者の弟・裕次郎の塾高における友人とその日常をモデルに書かれた作品。
- 加山雄三の自伝『湘南讃歌』- 塾高時代はボクシングやバンドなどを始め、また冬の季節になると海から山に興味関心が湧き移りスキーを始めた。後の慶應大学時代には、スキーで念願の国体蔵王大会に出場した (pp.28-40)。
- 松本隆の小説『微熱少年』- 東急東横線沿線にある「小高い丘の上」の大学の附属高校が舞台になっている (pp.79-80)。その一節より、「学生服のボタンを見ただけで、初対面の女の子たちの応対が変わるのが厭だった。彼女達の評価してるのは、自分の服で、中身でないような気がした」(p.80)。

## 高校関係者と組織

### 関連団体
- 慶應義塾高等学校同窓会 - 同窓会の名称。1980年（昭和55年）設立[15]。

歴代同窓会会長
※ 2024年1月現在
|   | 氏名     | 関係団体等役職（2024年1月現在）        |
| - | -------- | -------------------------------------- |
| 1 | 平井寅一 |                                        |
| 2 |          |                                        |
| 3 | 村田作彌 | 同高同窓会事務局長、連合三田会事務局長 |
| 4 | 高橋治之 | 同高同窓会評議員                       |
| 5 | 森口一   |                                        |
| 6 | 服部真二 |                                        |
| 7 | 永野毅   |                                        |

## 交通アクセス
- 東急東横線、東急目黒線、東急新横浜線、横浜市営地下鉄グリーンライン「日吉駅」から徒歩1分